# Regio Esercito
El Ejército Real (en italiano: Regio Esercito) fue el ejército del Reino de Italia desde la unificación del país, en 1861, hasta el nacimiento de la República Italiana en 1946. Con la abolición de la monarquía, el ejército cambió de nombre pasando a llamarse Esercito Italiano.

## Historia
Regio Esercito Italiano fue el nombre que adoptó, por decreto, la unión del Ejército Sardo con muchos ejércitos que funcionaban antes de la unificación de Italia. Por medio de un decreto, firmado el 4 de mayo de 1861 por el ministro Manfredo Fanti, el ejército asumirá este nombre a partir de 1884.

### 1861-1914

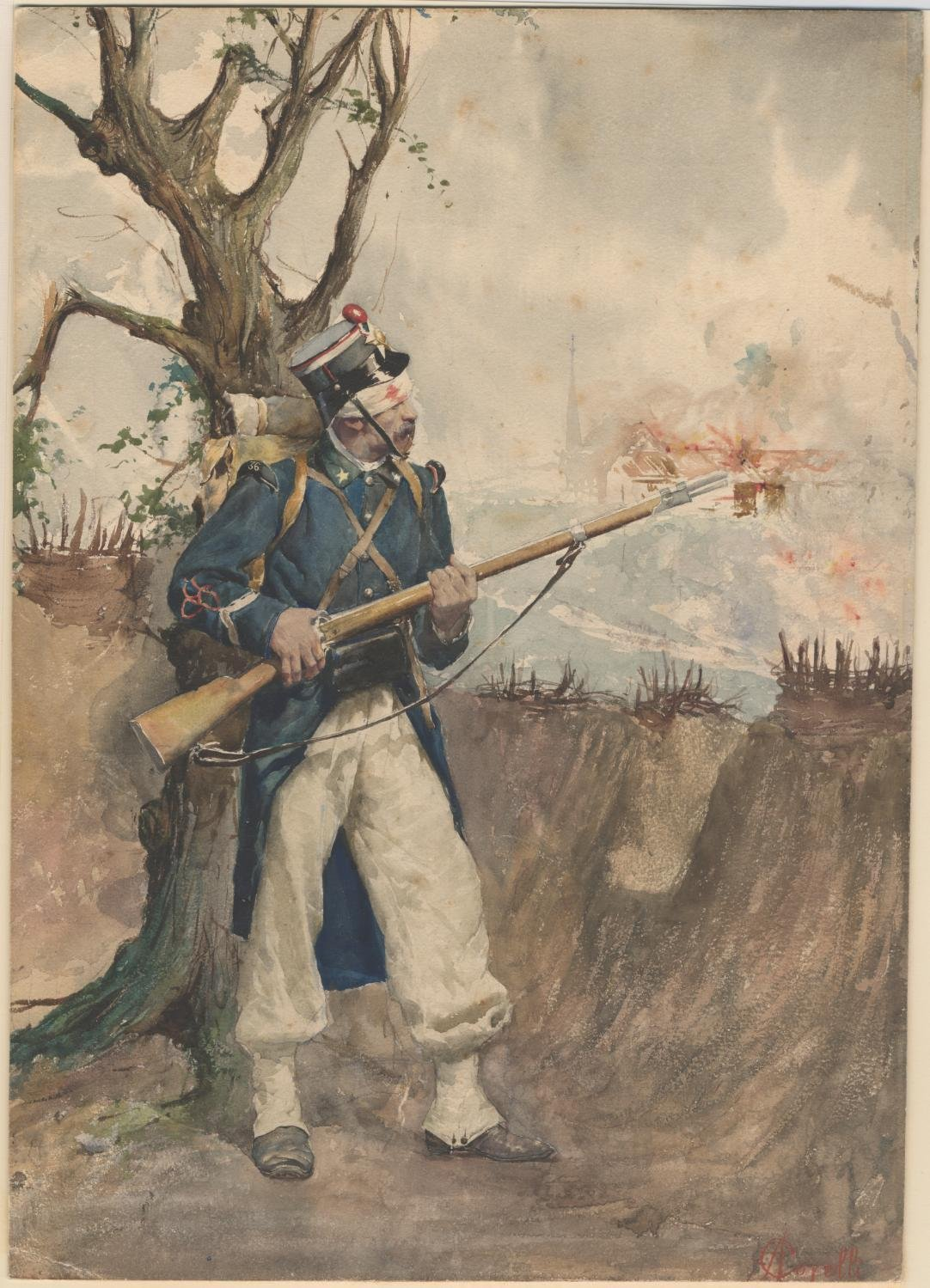
Soldado en la batalla de Custoza 1866.

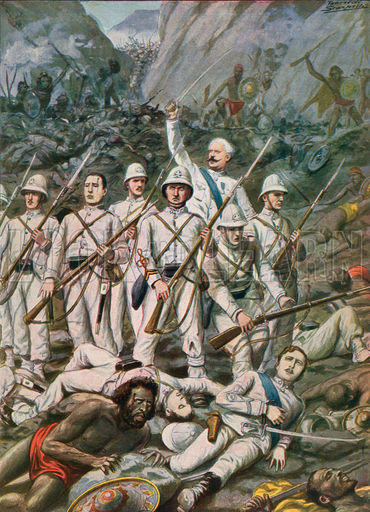
Batalla de Dogali, durante la conquista de Eritrea 1887.

Las primeras acciones del recién constituido Real Ejército se concentraron en la consolidación de la unidad recién lograda, por medio del combate a las guerrillas organizadas en el sur del país, contrarias a lo que consideraban una invasión, movimiento conocido como Brigantismo, que se mantuvo activo al menos hasta 1870.
Su bautismo de fuego en una guerra regular se llevó a cabo en 1866, enfrentando junto a Prusia a Austria-Hungría, en la denominada a tercera guerra de Independencia italiana. Tras la cual Italia se anexó el Veneto, el Friul y la provincia de Mantua.
En 1870, bajo el comando de Luigi Cadorna, un grupo de Bersaglieri del IV Cuerpo de Ejército lograron penetran en los muros de Roma entonces parte del Estado Pontificio, a un costado de la puerta Pía, ocupando la ciudad y transformándola en la capital del país, al año siguiente, al trasladar la capital desde Florencia.
Mientras tanto, en 1872 se creó la especialidad Alpini, y después de la disolución de la Guardia Nacional italiana en 1876, se crearon la milicia territorial y la milicia móvil.
Después del trabajo de reorganización promovido por el entonces ministro de guerra Cesare Francesco Ricotti-Magnani, el coronel Tancredi Saletta desembarcó menos de 1000 hombres en Massawa, Eritrea. Así comenzó el 5 de febrero de 1885, la campaña para la conquista del país africano, iniciando el período de la colonización italiana que va a sufrir un revés en 1896 con la desastrosa batalla de Adua tuvo lugar en la guerra de Abisinia. Parte importante en esta campaña y en las que seguirán hasta la disolución del imperio colonial tendrán las tropas coloniales, establecidas en Eritrea, Somalia y Libia para ayudar a las tropas italianas en el control del territorio.

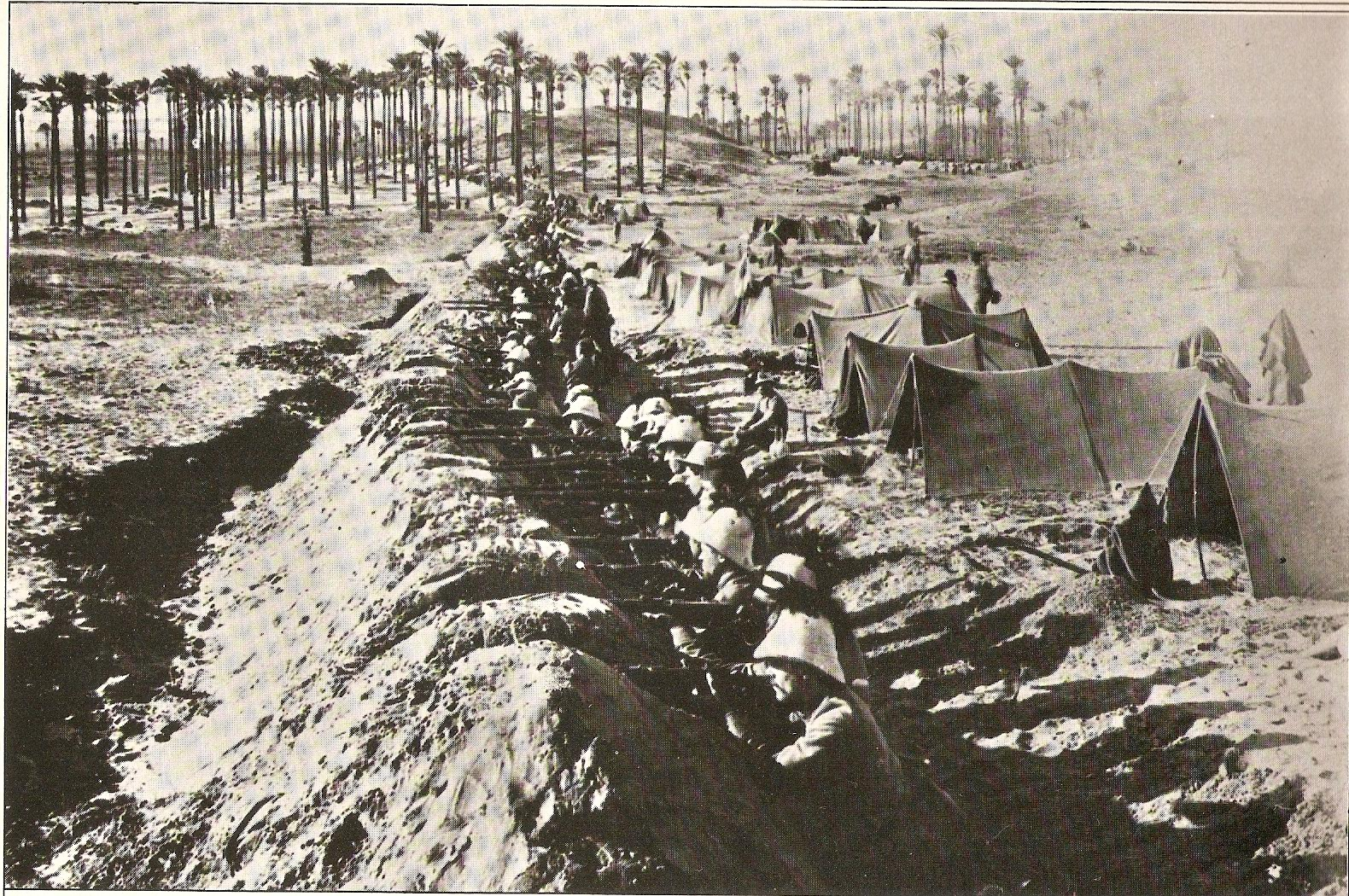
Infantería italiana en trincheras en Trípoli, durante la guerra italo-turca.

El 25 de abril de 1897, en el contexto de colaboración con las fuerzas de intervención para la pacificación del levantamiento contra la dominación turca en Creta, Italia colaboró con un cuerpo expedicionario que desembarcó en Suda. Junto con las demás potencias europeas proclamaron en Creta un protectorado internacional que duró hasta 1913.
El 14 de julio de 1900 se organizó otro cuerpo de expedicionario en Nápoles para contrarrestar el levantamiento de los Bóxer en China y defender los protectorados europeos.
El 29 de septiembre de 1911 comenzó la guerra italo-turca con el regio esercito desembarcando el 5 de octubre en Trípoli, en la primavera de 1912 ocupaba el Dodecaneso y terminó conquistando el Fezzan en 1914. La guerra ítalo-turca fue un banco de pruebas de los numerosos avances tecnológicos usados en la Gran Guerra; sobre todo el aeroplano. El 23 de octubre de 1911, el piloto italiano capitán Carlo Piazza en un aeroplano Blériot XI voló sobre las líneas turcas en una misión de reconocimiento, y el 1 de noviembre el subteniente Giulio Gavotti dejó caer la primera bomba aérea de la historia sobre las tropas turcas en Libia.

### Primera Guerra Mundial

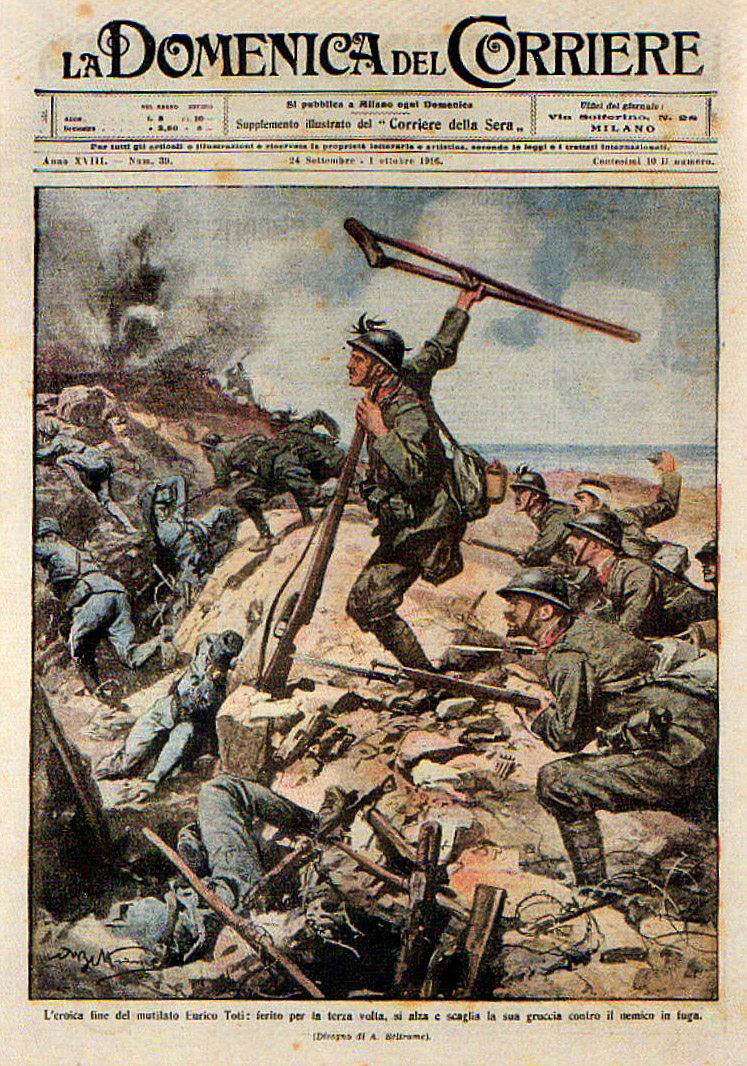
Ilustración del periódico La Domenica del Corriere de las tropas italianas durante la Primera Guerra Mundial.

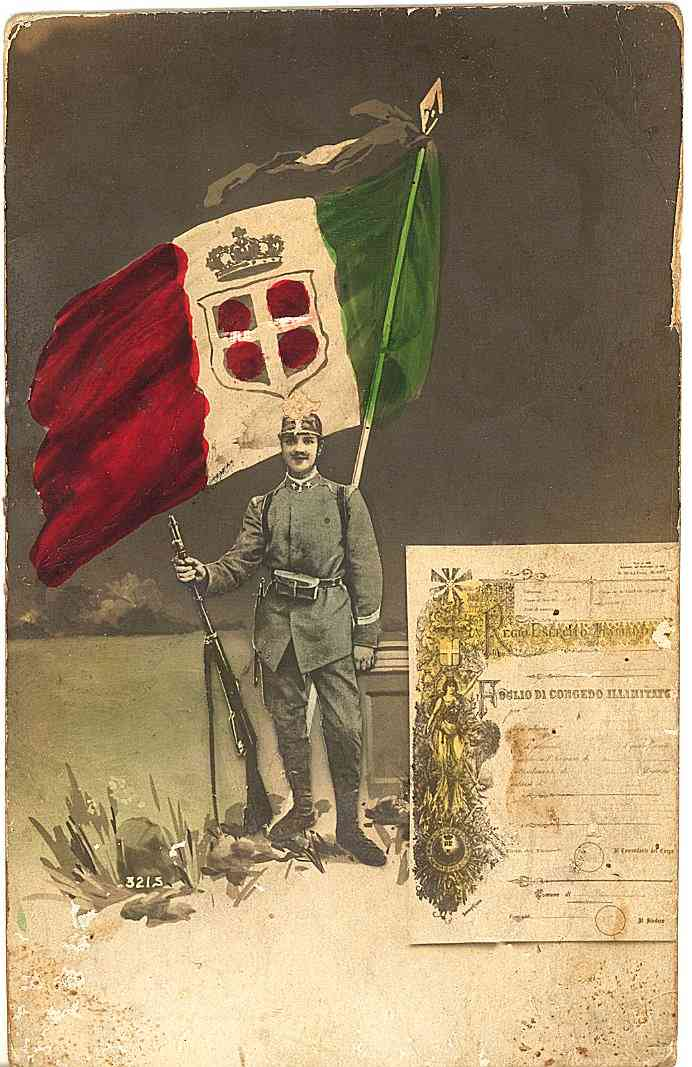
Postal del Real Ejército Italiano

El 24 de mayo de 1915 el ejército italiano avanzó más allá de la frontera austrohúngara marcando el inicio de las hostilidades y la entrada de Italia en la Primera Guerra Mundial. Durante la guerra, se formó la nueva unidad de Arditi, el Servicio Aeronáutico se fortaleció y apareció el tanque.
En el verano de 1916 que puso fin a la sexta batalla del Isonzo que llevó a la conquista de Gorizia, gracias a la toma del Monte Sabotino por la 4.ª División bajo el mando de Pietro Badoglio. Durante la Campaña de Albania y los enfrentamientos en Macedonia, las tropas italianas ocuparon Durazzo el 29 de diciembre de 1915 y Bitola el 18 de noviembre de 1916. El 24 de octubre de 1917, la duodécima y última batalla del Isonzo marcó la derrota catastrófica de Caporetto que casi le costó a Italia la salida de la guerra. La resistencia de las tropas en el Piave y Monte Grappa del 10 de noviembre al 4 de diciembre de, 1917 pusieron fin a la fase negativa de la guerra. El año siguiente, 1918, la batalla del solsticio (15-22 de junio) y de Vittorio Veneto (del 23 de octubre al 3 de noviembre) marcaron la definitiva victoria italiana.
En 1918, el Ejército también fue empleado en el extranjero: en Francia, con el II Cuerpo de Ejércitos combatiendo en Bligny (del 15 al 23 de julio) y en Chemin des Dames (del 10 al 12 de octubre); en Albania ganó la batalla de Malakastra (6-9 de julio).
El conflicto movilizó a unos 4.000.000 de soldados, causó alrededor de 600 000 bajas y 1 500 000 heridos y discapacitados. Después del final de la Primera Guerra Mundial, la milicia territorial y la milicia móvil se disolvieron en el ejército.

### 1919-1939 Periodo de entreguerras

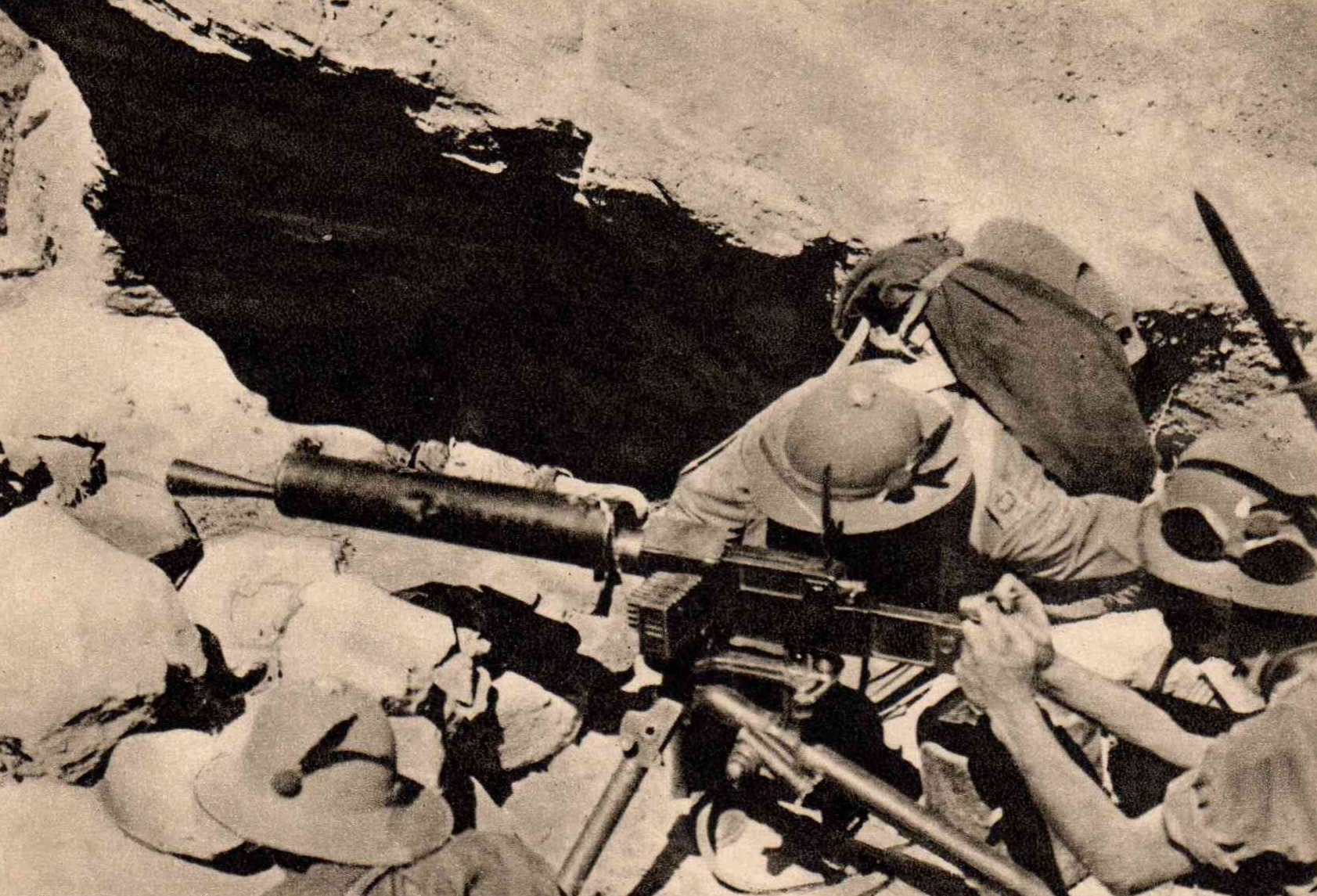
Ametralladora italiana en la segunda guerra italo-etíope 1936.

Después de la victoria de la Gran Guerra, el Ejército fue reducido mediante el despido de la mayoría de los regimientos de caballería e infantería y disolviendo los Arditi. En 1922 fue necesario intervenir en Libia, donde los rebeldes habían tomado ventaja durante la Primera Guerra Mundial para controlar los territorios coloniales italianos, y un año después el servicio aeronáutico se escinde del Ejército y forma la autónoma Regia Aeronautica.
En estos años también vieron la luz de las primeras unidades de paracaidistas y blindados, cuya primera unidad fue una compañía de infantería libia enmarcada por oficiales italianos y suboficiales que hicieron el primer lanzamiento 28 de marzo de 1938 en Castel Benito, Libia. En los años treinta las tropas coloniales italianas ayudaron a las tropas nacionales durante la finalización de la ocupación de Somalia, hasta entonces solo parcialmente controlada por las tropas italianas en las áreas alrededor de la capital Mogadiscio y algunas guarniciones a lo largo de la costa. El 1935 fue el año del inicio de la guerra en Etiopía a la que el Ejército participó cruzando el Mareb el 3 de octubre y tomando Addis Abeba el 5 de mayo de 1936.
Durante los años treinta la investigación militar habían dado sus frutos: Italia tenía artillería de excelente calidad, incluida entre los mejores del conflicto (la pieza antiaérea 90/53 Mod 1939., el obús 149/19 Mod 1937. y el mortero Ansaldo 210/22 Mod. 1935 ) pero muy pocos ejemplares fueron producidos y distribuidos por falta de recursos. Incluso el armamento individual fue notable con el " rifle automático Beretta " (utilizado por las fuerzas especiales como los paracaidistas de la División 185.ª "Folgore" ), la ametralladora Breda Mod.37 o pistola Beretta M34 para los oficiales, a pesar de que la abrumadora mayoría de las tropas usó armas obsoletas que databan de la Primera Guerra Mundial. A la entrada en la guerra los tanques disponibles eran el carro L3, ligero y con el armamento fijo, y el " M11 / 39, tanque medio construido con el armamento principal en casamatas y armamento secundario en la torreta, significativamente inferiores a los de los competidores.
Con el estallido de la guerra civil española en 1936, fue enviado a España para ayudar a los nacionalistas de Francisco Franco las tropas cuerpos de voluntarios, el Corpo Truppe Volontarie. El 28 de abril de 1937 fue establecido por el Decreto real 833 el cuerpo de la guardia fronteriza, y en abril en 1939, tras la anexión de Albania, el ejército tomo las ciudades más importantes del antiguo reino de Zog I.
En septiembre de 1939, cuando Alemania invadió Polonia, Italia declaró su "no beligerancia". Benito Mussolini, consciente de que los conflictos en Etiopía y España habían afectado severamente las existencias del ejército y bloqueado su modernización, decidió no intervenir. Los éxitos vertiginosos de la Wehrmacht y la impresión de que el conflicto habría de durar poco llevaron al duce acelerar etapas y entrar en la guerra el 10 de junio de 1940. El regio esercito, con 75 divisiones, presentó graves deficiencias en armamento. La artillería se remontó a la Primera Guerra Mundial, los tanques eran ligeros y débiles en blindaje e inadecuados en armamento. Faltaban vehículos de transporte, las ametralladoras eran insuficientes, los uniformes eran de mala calidad y carecían de equipos adecuados para las áreas donde operarían (Libia, Unión Soviética, Albania, Grecia).

### Segunda Guerra Mundial

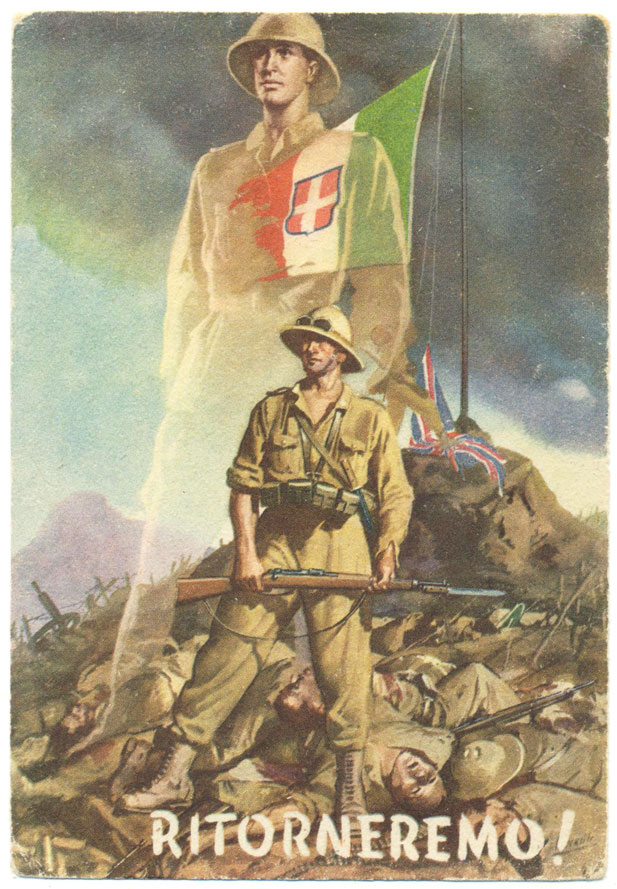
Póster italiano durante la Segunda Guerra Mundial.

La batalla de los Alpes occidentales contra Francia fue la primera operación en la que se utilizó el Ejército durante la Segunda Guerra Mundial, se resolvió con una victoria táctica italiana equilibrada por la ocupación italiana de algunos municipios a lo largo de la frontera. Durante la Campaña del Este de África, la somalilandia británica fue ocupada por Italia en agosto de 1940, pero recapturada por los británicos en marzo de 1941.

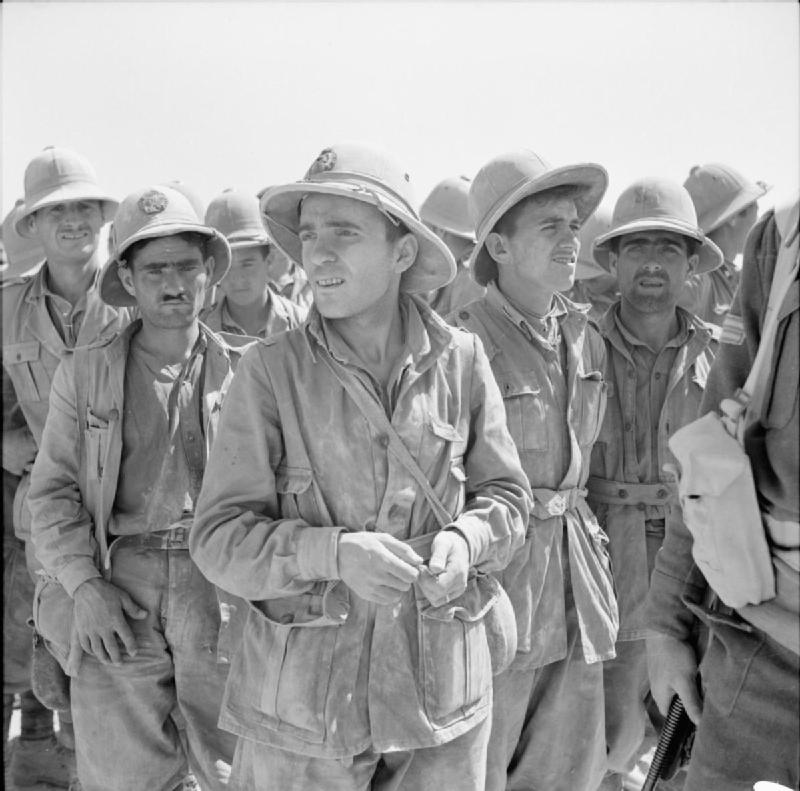
Prisioneros italianos en el norte de África

Mientras tanto, en el norte de África, los británicos pocos en número, pero de fuerzas muy móviles y bien equipados de la Fuerza del Desierto Occidental derrotaron e hicieron prisioneros a decenas de miles de soldados italianos, también destruyeron las diez divisiones del 10.º Ejército y conquistaron las fortalezas de Bardia y Tobruk, así como toda la Cirenaica. Con el fin de apoyar al ejército italiano en este teatro, los alemanes enviaron un grupo de divisiones agrupadas en el Afrika Korps bajo el mando del general Erwin Rommel. En los años siguientes al Ejército Panzer italo-alemán llegó a estar a unos 80 km de Alejandría, pero como consecuencia de la derrota de El Alamein también Libia tuvo que ser abandonado a las fuerzas británicas, mientras que la última resistencia en el norte de África llegó a su fin en mayo de 1943 en Túnez, territorio que había sido ocupado por las fuerzas italiano-alemanas como una reacción a la Operación Antorcha. Este hecho marco el fin de la presencia italiana en el norte de África.
En octubre de 1940, sin embargo, comenzó la campaña italiana de Grecia. La operación resultó ser mal planificada y mal preparada, tanto así que los griegos fueron capaces de lanzar un contraataque. El elemento decisivo para el resultado del conflicto fue la intervención alemana. Simultáneamente con la acción en Grecia, los ejércitos alemanes, italianos y húngaros invadieron Yugoslavia, doblegando su resistencia en once días. A partir de ese momento, el Regio Esercito tuvo que emprender una ingrata y agotadora tarea de ocupar una parte del territorio griego y yugoslavo donde se desplegaron más de 30 divisiones en el período 1941-1943; el teatro de los Balcanes era el área donde se empleaba el mayor número de soldados italianos. Desde julio de 1941, en las vastas áreas de Yugoslavia, se desarrolló la creciente resistencia por parte de los partidarios yugoslavos de Josip Broz Tito, que ejerció presión sobre las tropas italianas en Montenegro, Bosnia, Dalmacia y Eslovenia.
En julio de 1941, Mussolini decidió enviar un cuerpo de envío italiano al frente oriental, agrupado en el CSIR (Corpo di Spedizione Italiano in Russia) y ampliado un año después para crear el ARMIR (armata italiana in Russia). El Ejército Rojo y el rigor del invierno ruso presionaron a los soldados italianos en el frente, abrumados por la operación Pequeño Saturno y la ofensiva Ostrogorzk-Rossoš. Cerca de 80 000 soldados nunca regresaron a Italia.
En julio de 1943, los Aliados comenzaron la invasión de Sicilia y en poco más de un mes tomaron el control total de la isla. Mientras tanto Badoglio se hizo cargo de la dirección del gobierno y comenzó a participar en las negociaciones de rendición con los británicos y los estadounidenses, el armisticio fue firmado el 3 de septiembre de 1943 y fue hecho público por los aliados el 8 de septiembre, poco después Badoglio confirmó la noticia.
Después del armisticio, en el norte de la península se formó un estado títere controlado por los alemanes, la República social italiana con la cual formaron nuevo ejército quedó formado por algunos hombres del Regio Esercito que se mantenían leales al fascismo, junto con otros militantes fascistas que habían sido reclutados por los alemanes para constituir unidades de combate, y fue denominado Esercito Nazionale Repubblicano (ENR). En el sur controlado por los aliados se formaron unidades de combate contra las fuerzas del eje en la conocida como Italia cobeligerante.
La Segunda Guerra Mundial costó al regio esercito 161.729 muertos o desaparecidos hasta el 8 de septiembre de 1943, 73.277 en el periodo de septiembre a octubre de 1943, alrededor de 12.000 en la lucha de liberación y alrededor de 60.000 murieron en los campos de concentración.
Con el nacimiento de la República Italiana y la decisión de Umberto II de abandonar el país, después de perder el ejército el juramento de lealtad al rey, pero no a la patria, el Regio Esercito comenzó a redefinir las fuerzas terrestres italianas y cambió su nombre a Ejército italiano.

## Reclutamiento
El alistamiento se llevó a cabo principalmente a través de un llamado al servicio militar, aunque se previó el alistamiento voluntario; en cualquier caso, el personal fluía de sus respectivos distritos militares - se encontraban en casi todas las provincias - y eran enviados a los regimientos de la asignación, que se ocupan directamente del ciclo de entrenamiento.

## Imágenes

Infantería italiana década de 1860.
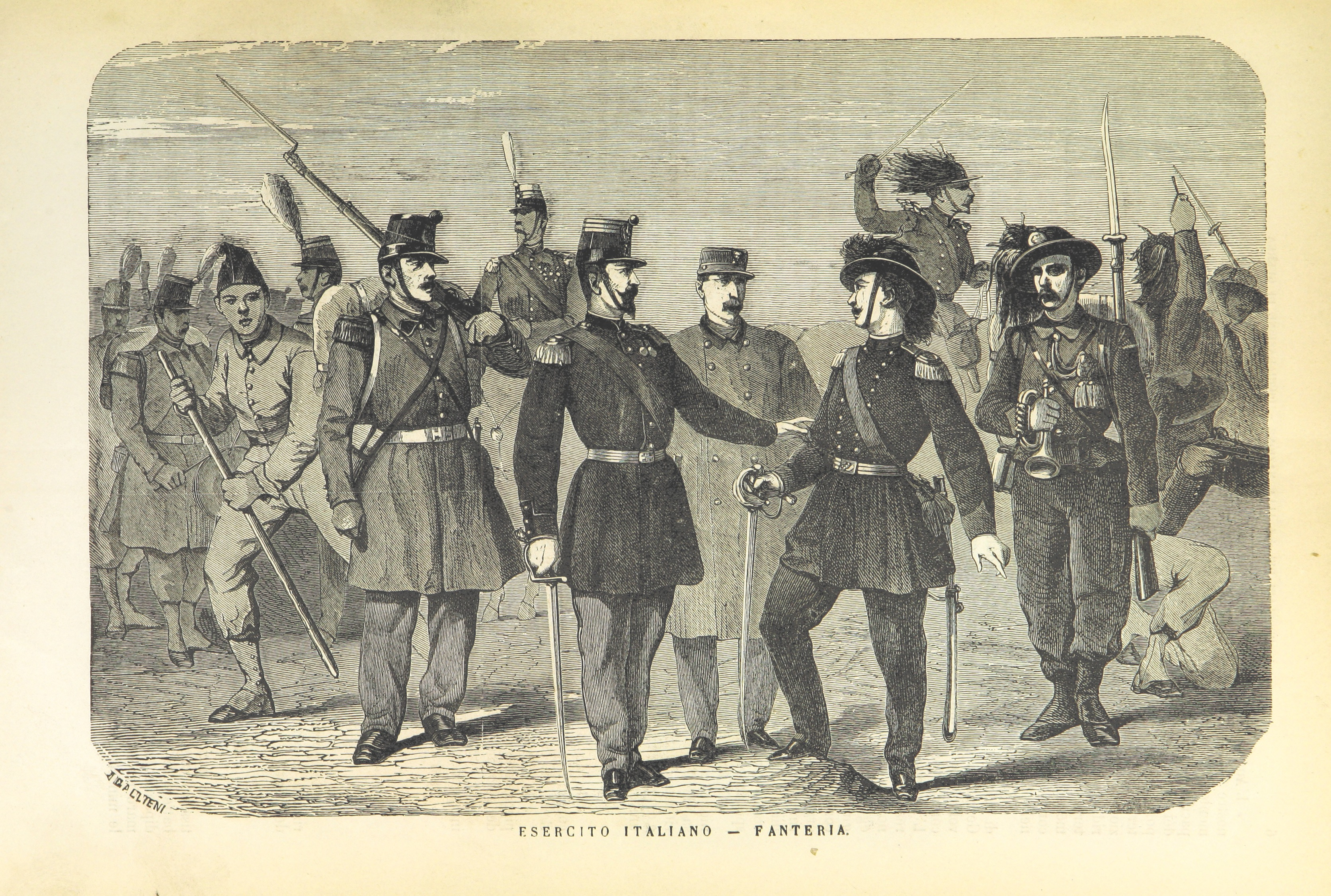
Infantería 1866.
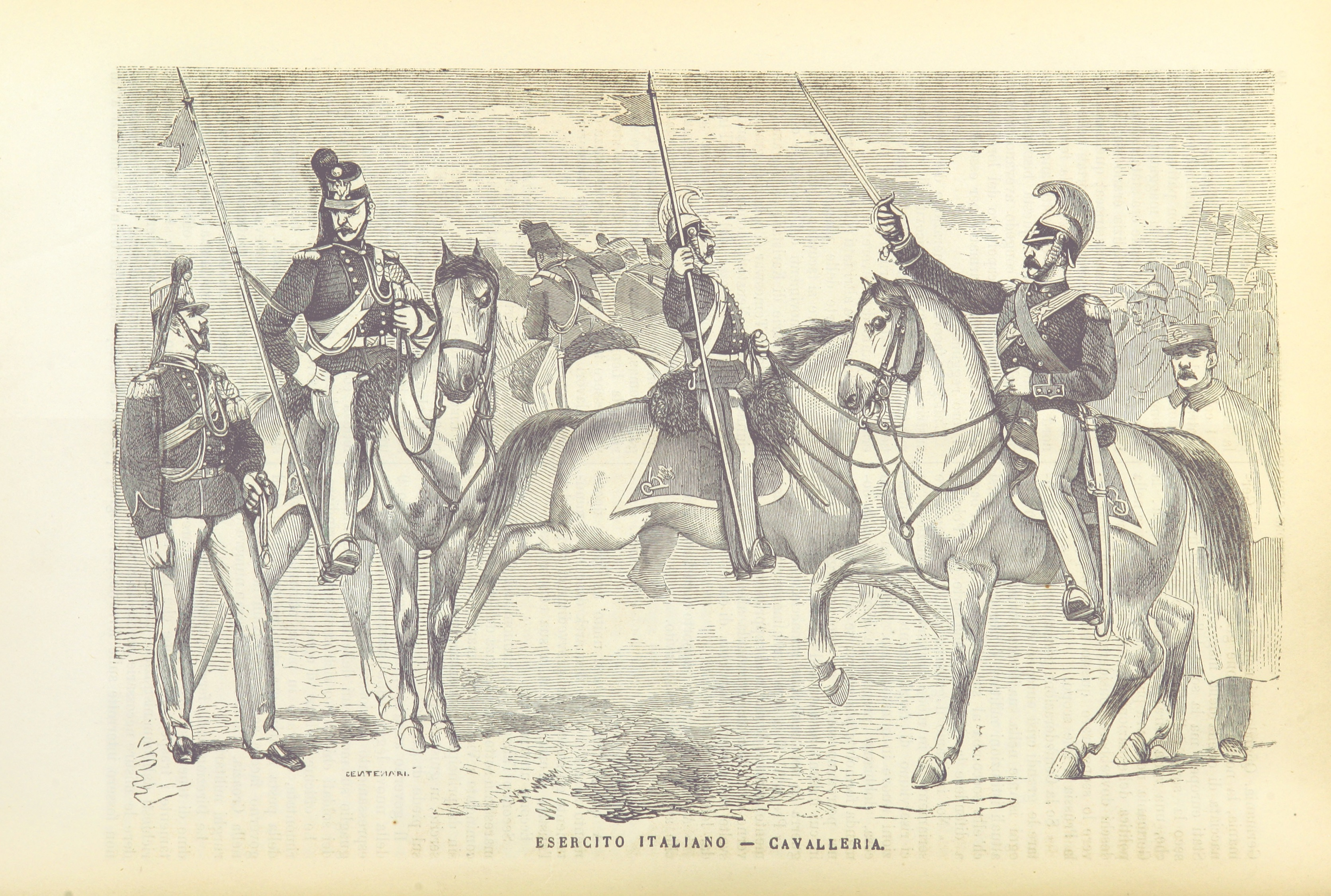
Caballería 1866.
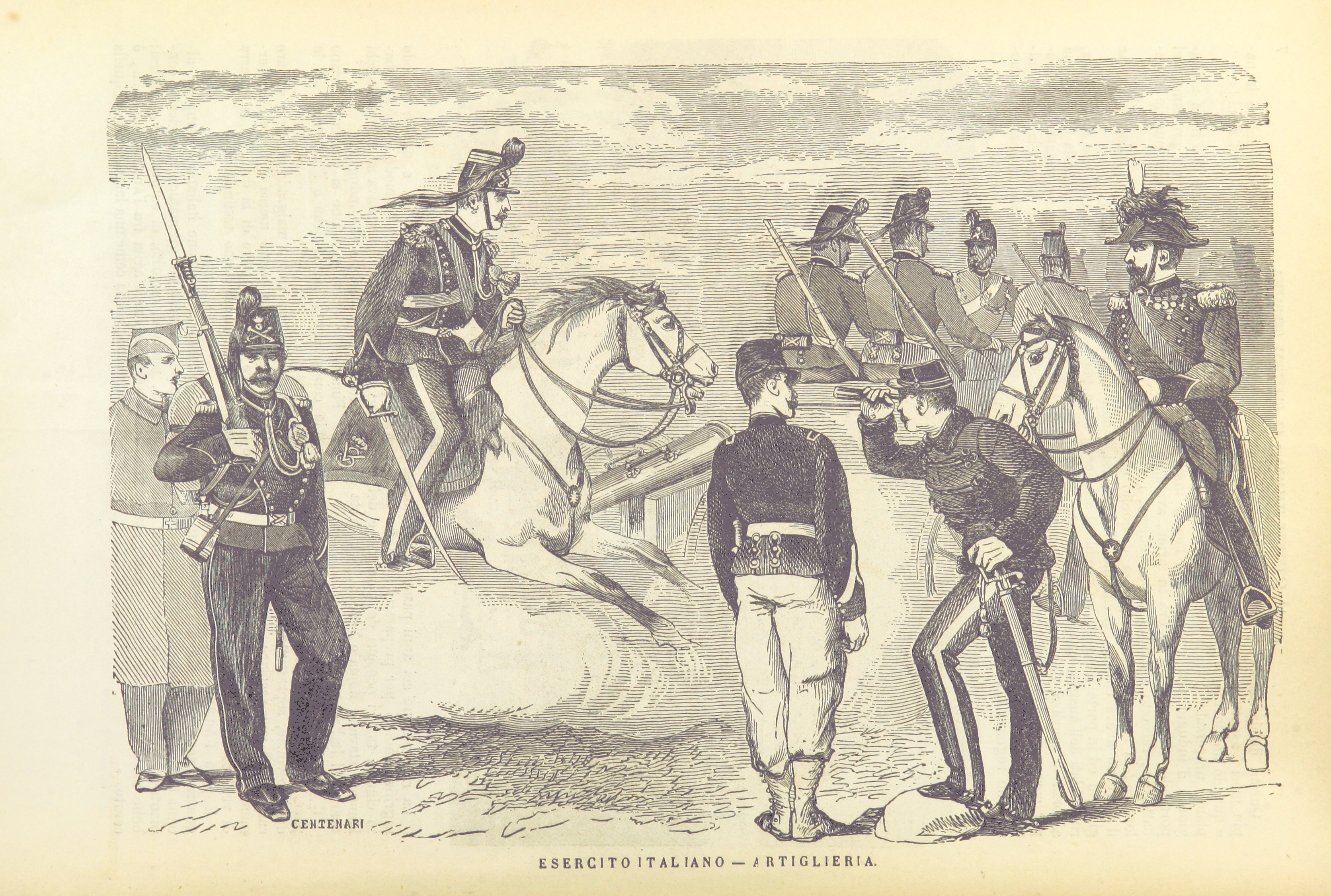
Artillería 1866.
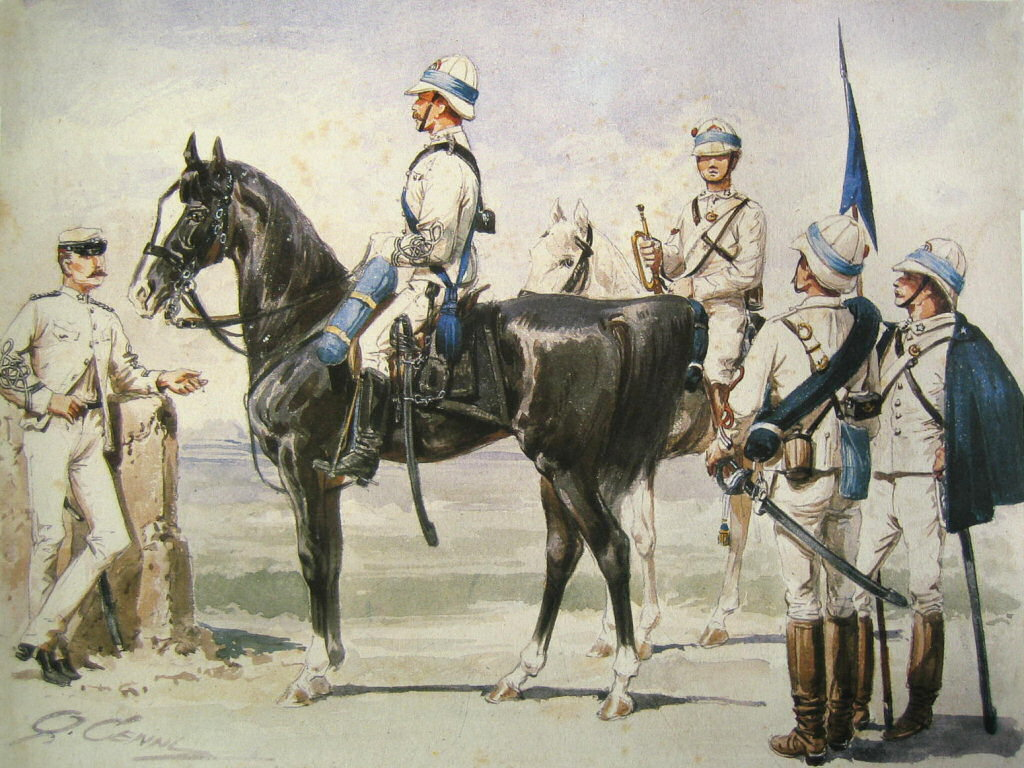
Caballería colonial italiana 1885
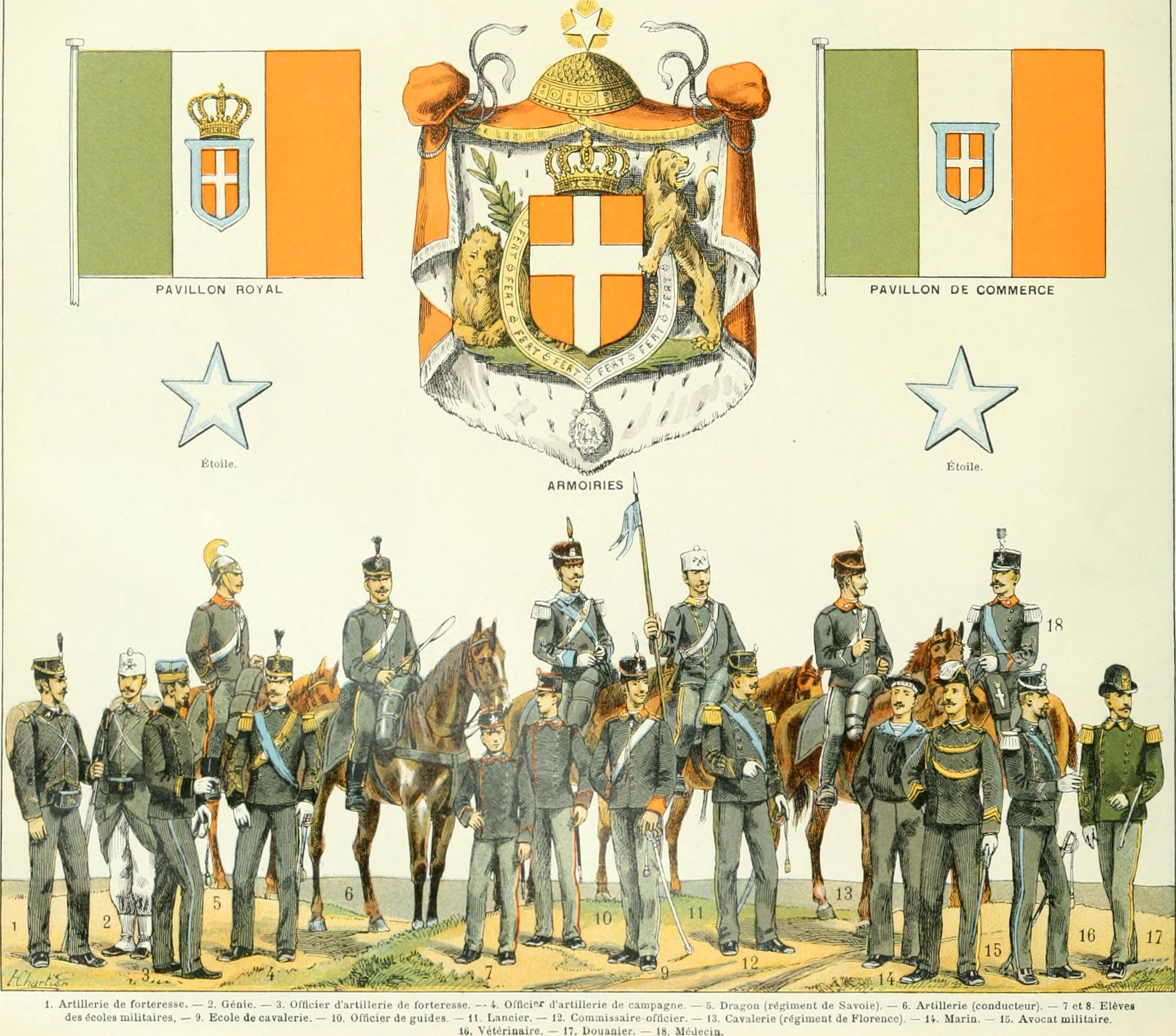
Uniformes italianos de 1890
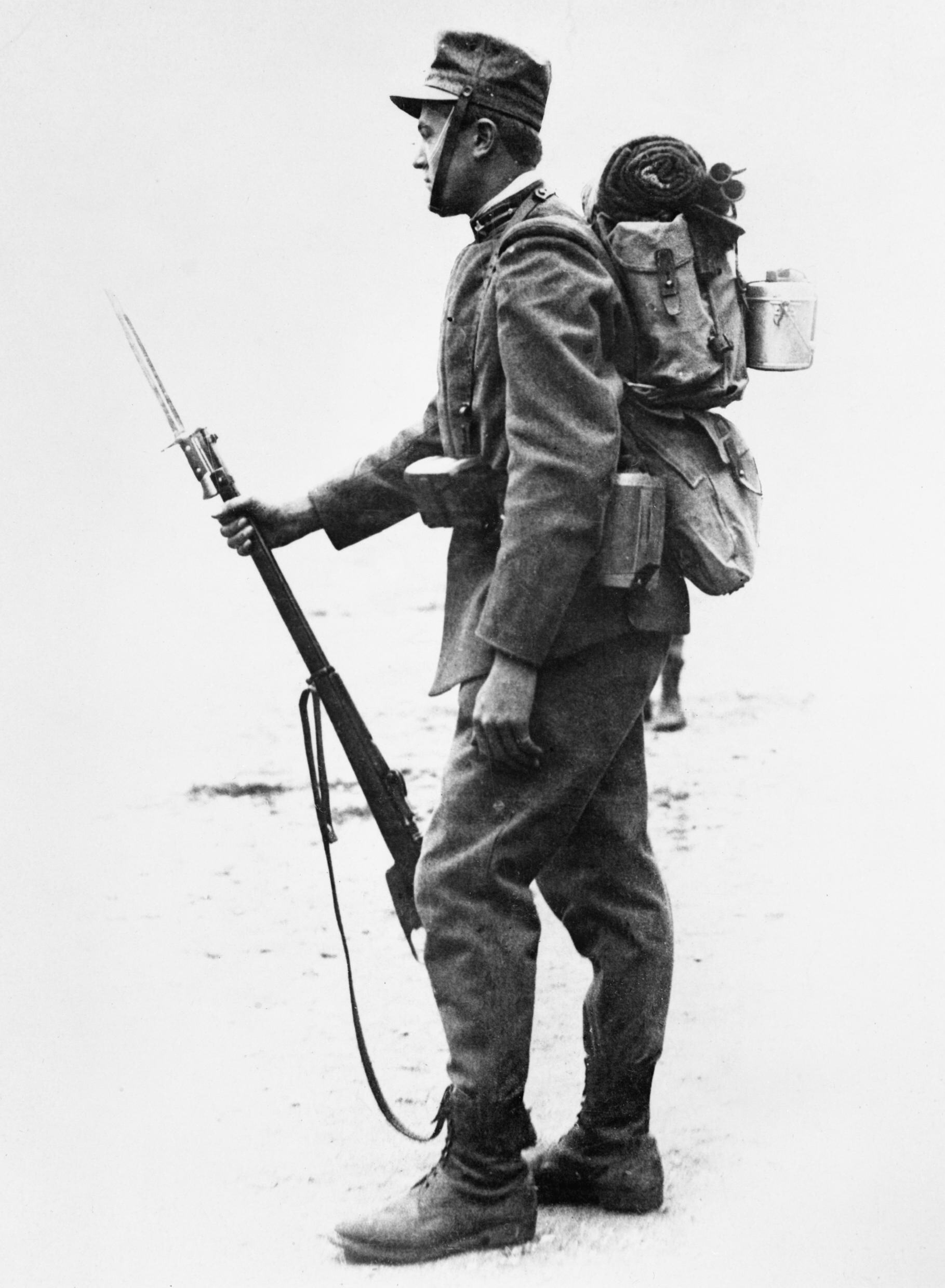
Soldado italiano durante la Primera Guerra Mundial.
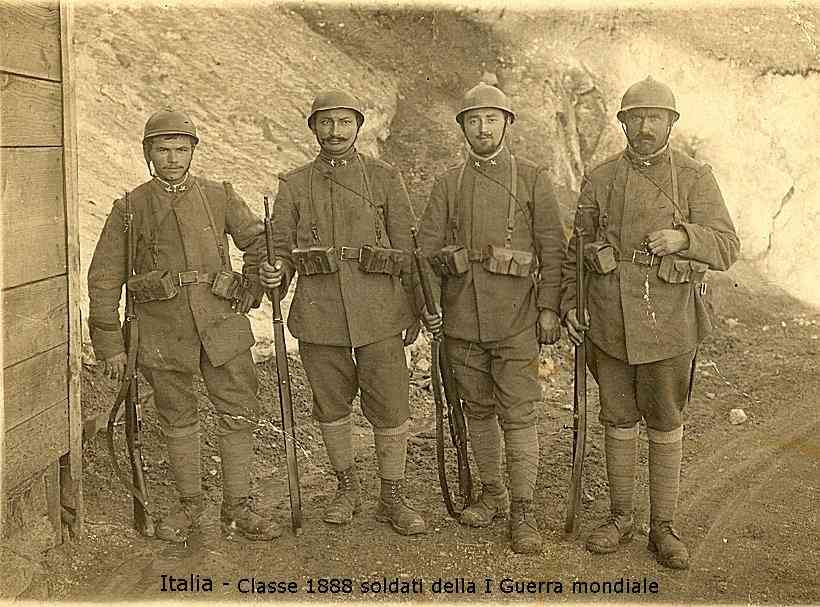
Infantería italiana durante la Primera Guerra Mundial.
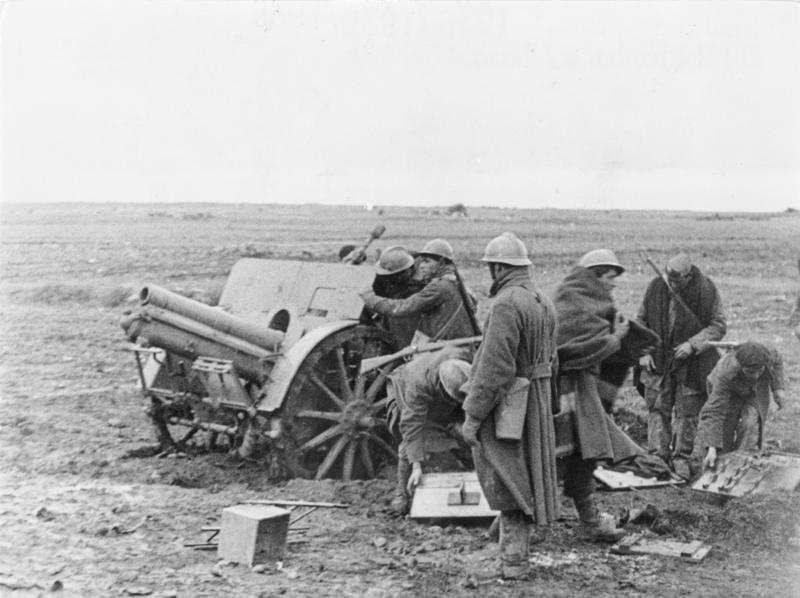
Artillería italiana en Guadalajara durante la guerra civil española.
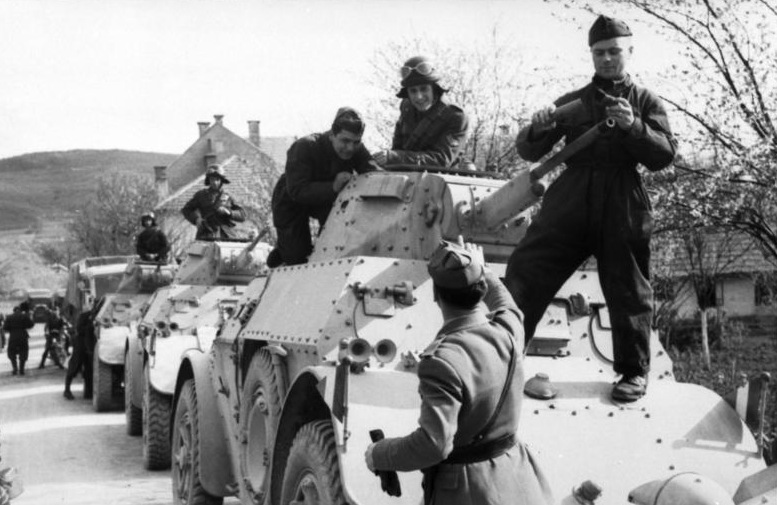
Algunos automóviles blindados italianos en los Balcanes durante la Segunda Guerra Mundial
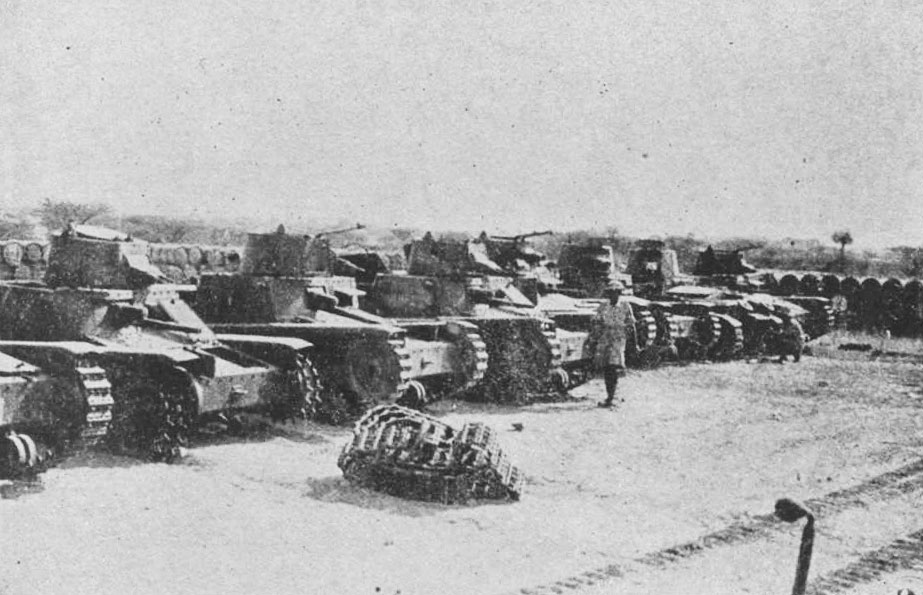
Tanques italianos capturados en Agordat, Eritrea 1941.
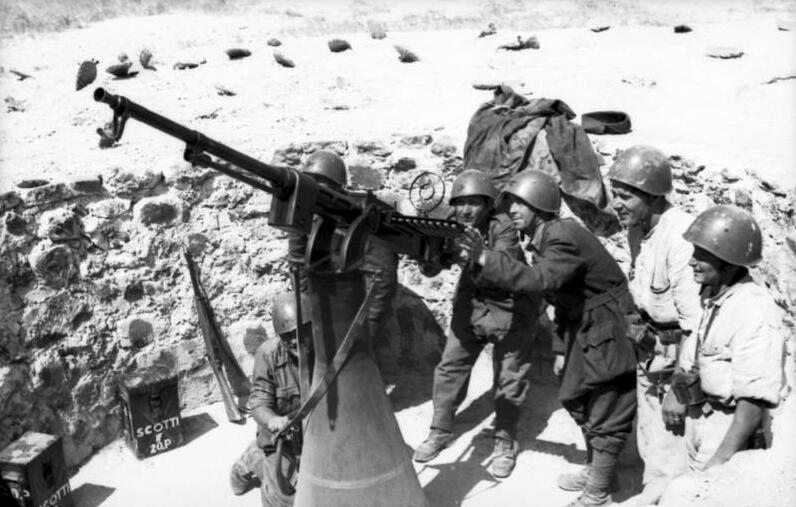
Ametralladora antiaérea en el sur de Italia en 1943.